# 今治新都市開発
今治新都市開発（いまばりしんとしかいはつ）は、都市再生機構、愛媛県、今治市の三者が、愛媛県今治市の丘陵地で進めている用地整備事業である。2地区に分かれており、うち第一地区は西瀬戸自動車道の今治インターチェンジに接しており、また第一地区、第二地区ともに国道196号からの進入路が整備されているなど、交通の便は良好。また工業用水が豊富で全国的に見ても安価である。2006年秋から一部分譲が開始されている。

## 経緯
西瀬戸自動車道（瀬戸内しまなみ海道、本州四国連絡橋尾道・今治ルート）の四国側の丘陵地において、都市機能用地を整備することによって、架橋効果を最大限に引き出すために計画された。ただし、用地の買収や造成は、同ルートの開通（1999年5月）から大幅にずれ込んだ。また、開発途中で架橋効果も低減、バブル崩壊もあり、分譲開始はさらにずれ込んだ。加えて、第二地区の開発予定地においてオオタカの営巣が発見されたこともあり、大幅に遅延した。
また、その整備が財政的に負担になるのではないかとの懸念が指摘され、合併協議においても越智郡の近隣町村から懸念の声が上がっていた。これに対し、今治市（旧市）では市の普通建設事業費の枠の中で十分消化できるものとして理解を求めてきた。
今治市は越智郡11か町村と2005年1月16日に合併し、新:今治市となったが、この市町村合併に伴う市長選挙においては、人口減少、経済環境の厳しさ等から、その推進の是非が、最大の争点となり、計画の見直しを訴えた越智忍（前・愛媛県議会議員）が推進派等を破り当選した。新市長就任後、同市では見直しのための委員会を設置し、再検討を行った。

## 歴史
- 1999年 用地の買収を開始。
- 2000年 地域振興整備公団今治都市開発事務所開設。
- 2002年 今治新都市起工。
- 2004年 地域振興整備公団の地方都市開発整備部門と都市基盤整備機構の統合により都市再生機構に事業が移る。
- 2006年
  - 9月8日 - 第1地区 産業用地「クリエイティブヒルズ」公募分譲の申込受付開始（3区画）。
  - 10月7日 - 第2地区 住宅用地「しまなみヒルズ」第1期公募分譲の申込受付開始。
  - 12月8日 - 第2地区 業務施設用地 公募分譲の申込受付開始（1区画）。
- 2007年
  - 3月29日 - 第1地区業務施設用地 公募分譲の申込受付開始（1区画）。
  - 6月2日 - 第2地区 住宅用地「しまなみヒルズ」第2期公募分譲の申込受付開始。
  - 10月6日 - 第2地区 住宅用地「しまなみヒルズ」第3期公募分譲の申込受付開始
  - 11月9日 - 第1地区 産業用地「クリエイティブヒルズ」公募分譲の申込受付開始（3区画）。
- 2008年
  - 4月9日 - 第1地区 産業用地「クリエイティブヒルズ」公募分譲の申込受付開始（1区画）。
  - 7月11日 - 第1地区業務施設用地 公募分譲の申込受付開始（1区画）。
  - 11月1日 - 第2地区 住宅用地「しまなみヒルズ」第4期公募分譲の申込受付開始。
- 2009年11月28日 - 第2地区 住宅用地「しまなみヒルズ」第5期公募分譲の申込受付開始。
- 2010年
  - 3月17日 - 第1地区 産業用地「クリエイティブヒルズ」公募分譲の申込受付開始（1区画）。
  - 5月6日 - 第2地区 施設用地公募分譲の申込受付開始（1区画）。
- 2011年
  - 2月10日 - 第2地区の換地処分の公告。
  - 3月31日 - 今治西部丘陵公園の一部が開園。
  - 7月22日 - 第1地区 施設用地公募分譲の申込受付開始（1区画） 。
- 2012年7月17日 - 第2地区 施設用地公募分譲の申込受付開始（1区画）。
- 2013年
  - 3月19日 - 第1地区産業用地「クリエイティブヒルズ」公募分譲の申込受付開始（1区画）。
  - 9月17日 - 第1地区産業用地「クリエイティブヒルズ」公募分譲の申込受付開始（2区画）。
  - 10月9日 - 第1地区産業用地「クリエイティブヒルズ」公募分譲の申込受付開始（1区画）。
  - 11月15日 - 愛媛県が今治新都市第一地区の換地処分の公告を実施。
  - 11月16日 - 換地処分公告により、第1地区に新町名（クリエイティブヒルズ･にぎわい広場･高橋ふれあいの丘）が設定される[1]。
- 2014年
  - 3月1日 - 第2地区住宅用地「しまなみヒルズ」民間事業者向け住宅用地公募分譲の申込受付開始（78画地）。
  - 3月28日 - 愛媛県繊維産業技術センターが落成。
- 2015年
  - 10月31日 - 今治市営スポーツパークテニスコートが落成。
- 2016年
  - 4月23日 - イオンモール今治新都市がグランドオープン[2]。
- 2017年
  - 8月 - ありがとうサービス. 夢スタジアムが完成。
- 2018年
  - 4月3日 - 岡山理科大学今治キャンパス（獣医学部）が開学[3]。

## 第一地区

### 産業用地

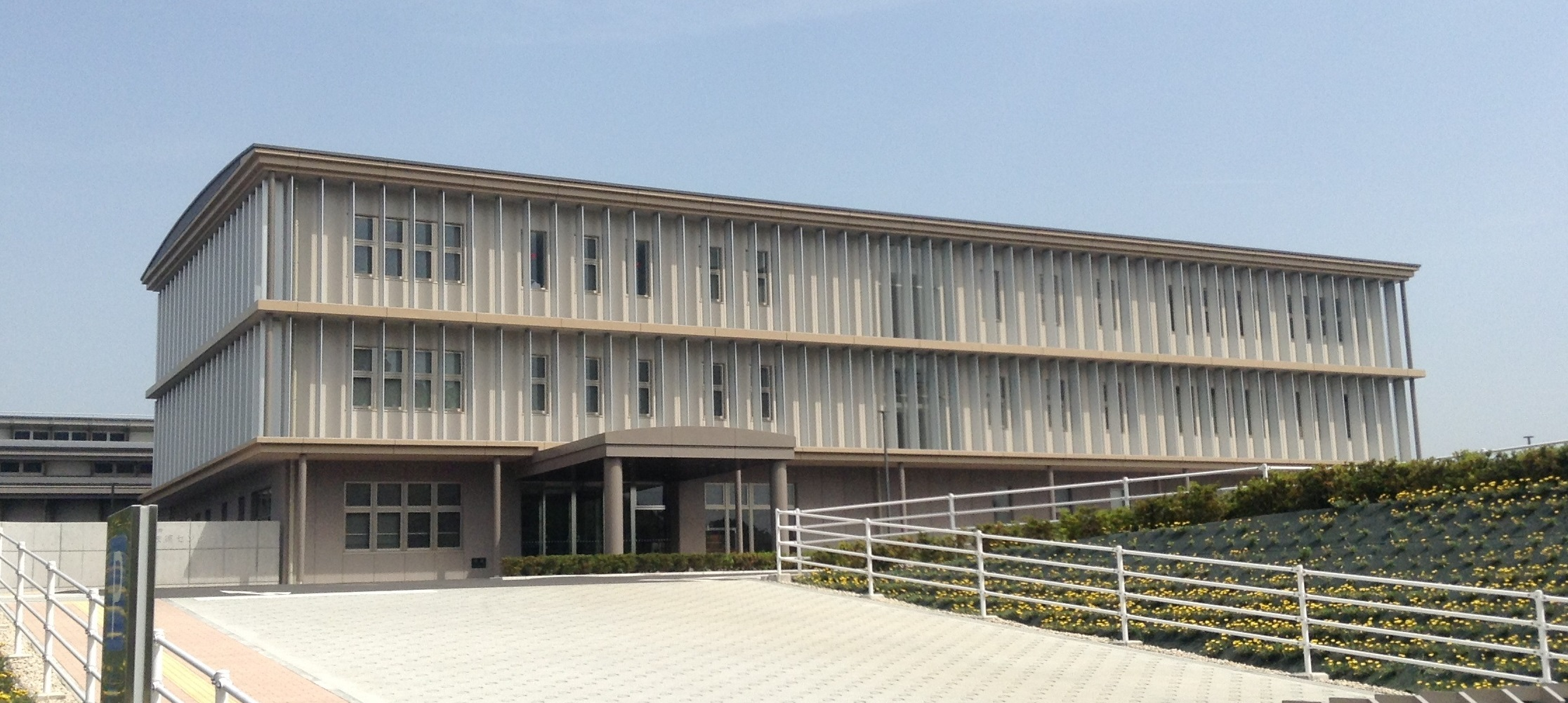
愛媛県繊維産業技術センター

「クリエイティブヒルズ」と呼ばれる産業用地である。日本食研のシェーンブルン宮殿工場や潮冷熱の本社･新都市工場が立地している。その他、運送会社やプラスチック加工メーカー、医薬品卸売会社などが進出している他、愛媛県繊維産業技術センターが立地している。
繊維産業技術センターは今治市東村2丁目に立地していたが、築後40年以上が経過し、施設・設備全体に老朽化、狭隘化が進んでいた。県の財政難で着工が遅れていたが2013年に2月に起工し、2014年4月に落成した。新センターは鉄筋コンクリート3階建ての本館と、鉄骨平屋の工房があり、延べ床面積は旧施設の約2倍の4347平方メートル、総事業費は約14億円。

### 文化・交流施設用地（スポーツパーク）

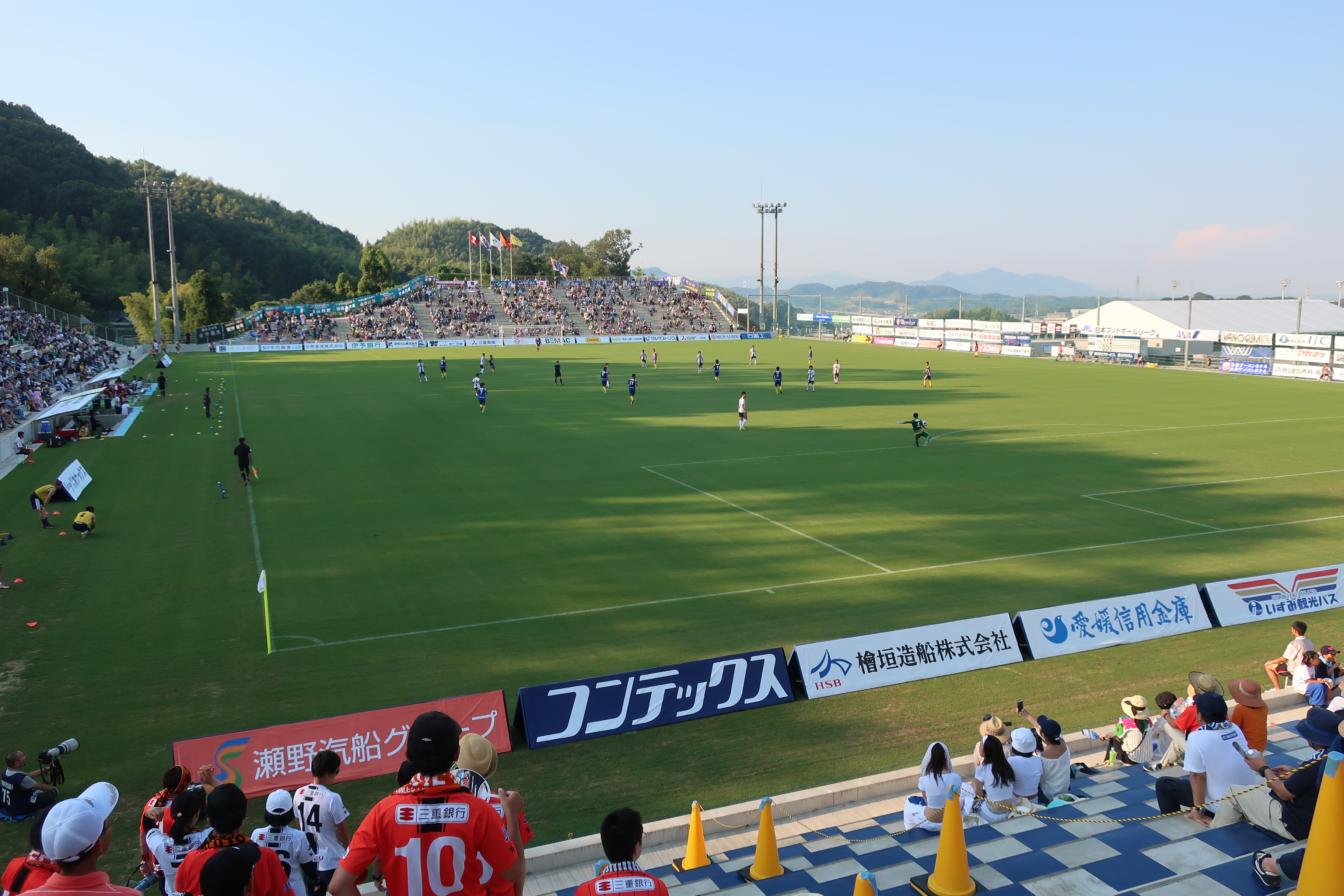
ありがとうサービス.夢スタジアム

テニスコート16面が整備されている。当初は中村時広愛媛県知事の提案をもとにJ1規格のサッカースタジアム（約15,000人収容）の建設し愛媛FCの活動拠点とすることが検討されてきた。しかし、維持費の問題や愛媛FCがホームタウン移転や建設に消極的なことから菅良二市長が2013年5月末の市議会委員会で「環境が整っていない」と述べ、建設を見送ることを決めた。その後、代替案として市民向けのサッカー場を併設した陸上競技場を整備する構想が発表され、2018年以降に本格整備される計画となっている。
一方で、FC今治の運営会社「今治．夢スポーツ」が市から土地を20年間無償貸借した上で、J3リーグ開催基準を想定した5000人収容のサッカースタジアム「ありがとうサービス. 夢スタジアム」が建設され、2017年8月に完成した。将来的にはクラブハウスなども建設する。 
テニスコートは2017年の愛顔つなぐえひめ国体で活用されることが決まっている。

### 商業用地

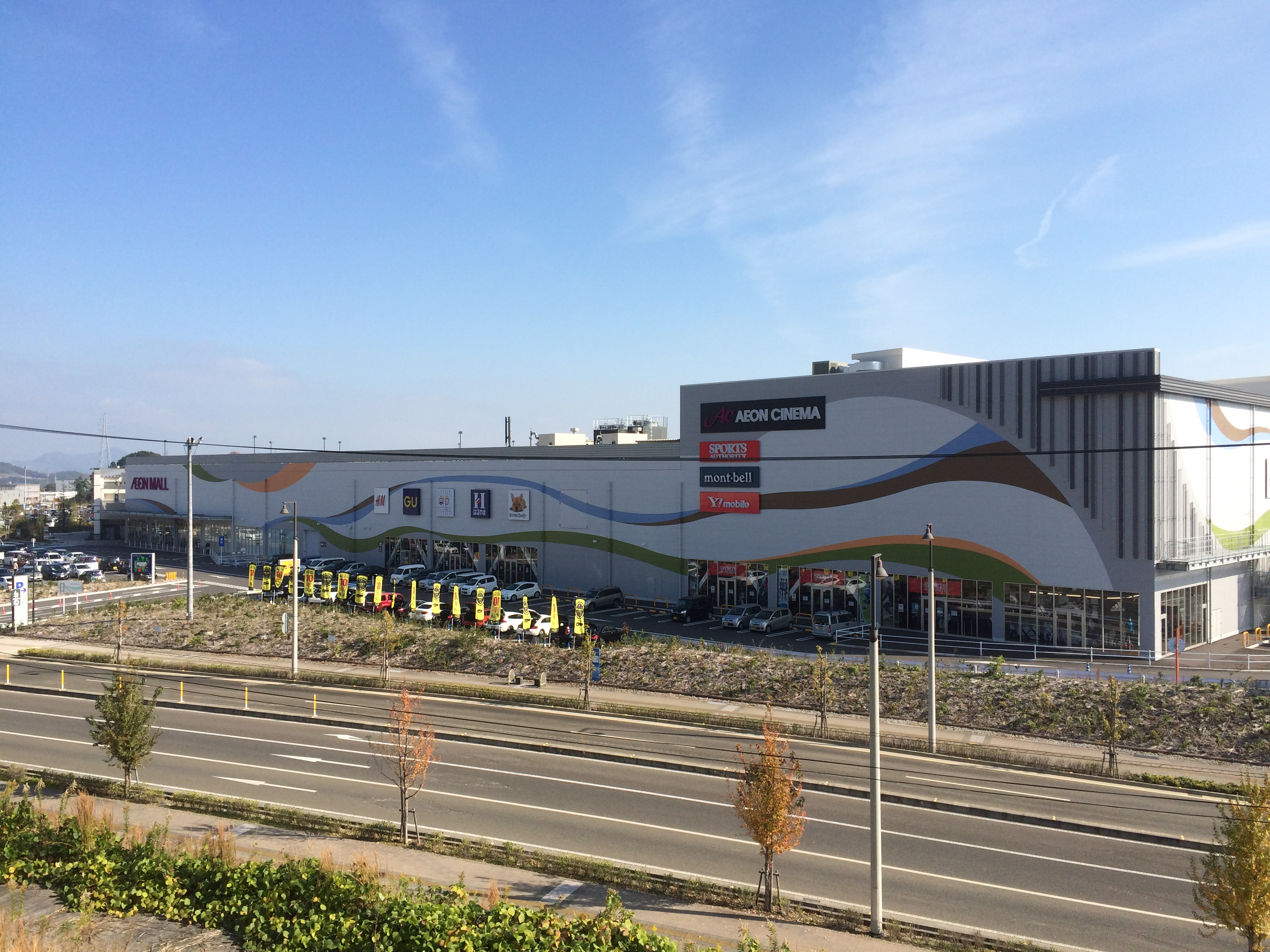
イオンモール今治新都市

大型ショッピングセンターの立地を検討しているとの方針が2006年10月26日の今治市議会新都市開発等整備特別委員会における市側の説明で明らかになった。市としては、約10ヘクタールと大規模な用地が処分出来る。8月に業者が視察に訪れたほか、11月現在、既に何社かが関心を示しているとの報道。11月9日に市による説明会が行われたが、中心商店街との関係が明確でなく影響が大きい。
先の見直し委員会でもショッピングセンター用地にすべきとの意見はみられなかった。12月議会での土地利用の方向性の転換についての合意を取り付けようとのスケジュールは拙速であると中心商店街の店舗から反発の声が上がったがイオンが落札。
隣接する用地には、家具専門店のカタヤマが進出している。

#### 大型商業施設計画
イオンショッピングセンター（イオンリテール）が進出する見通しであり商圏人口は松山市や西条市を含み、店舗面積は新居浜市にあるイオンモール新居浜に並ぶ規模を計画しており年間売上高は約150億円が見込まれている。オープンは2010年を予定していたものの用地契約以降、具体的な進展は見られない状況であったが2011年の夏頃、イオン側から今治市側に2014年5月にオープンする計画になったと説明 があり当初の進出計画より遅れて進出する計画になった。
2016年4月23日イオンモール今治新都市開業。

## 第二地区

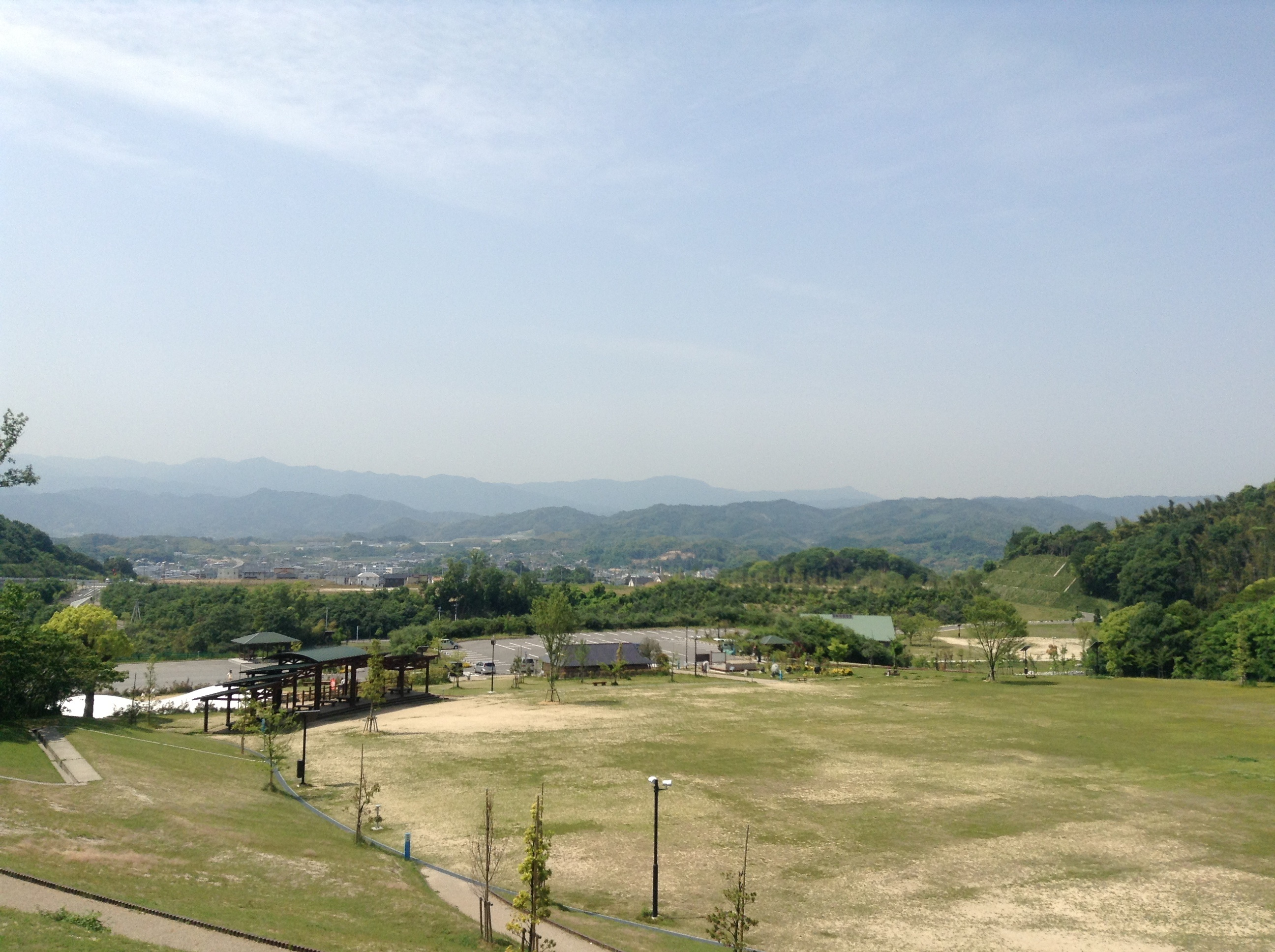
第2地区に立地している今治西部丘陵公園

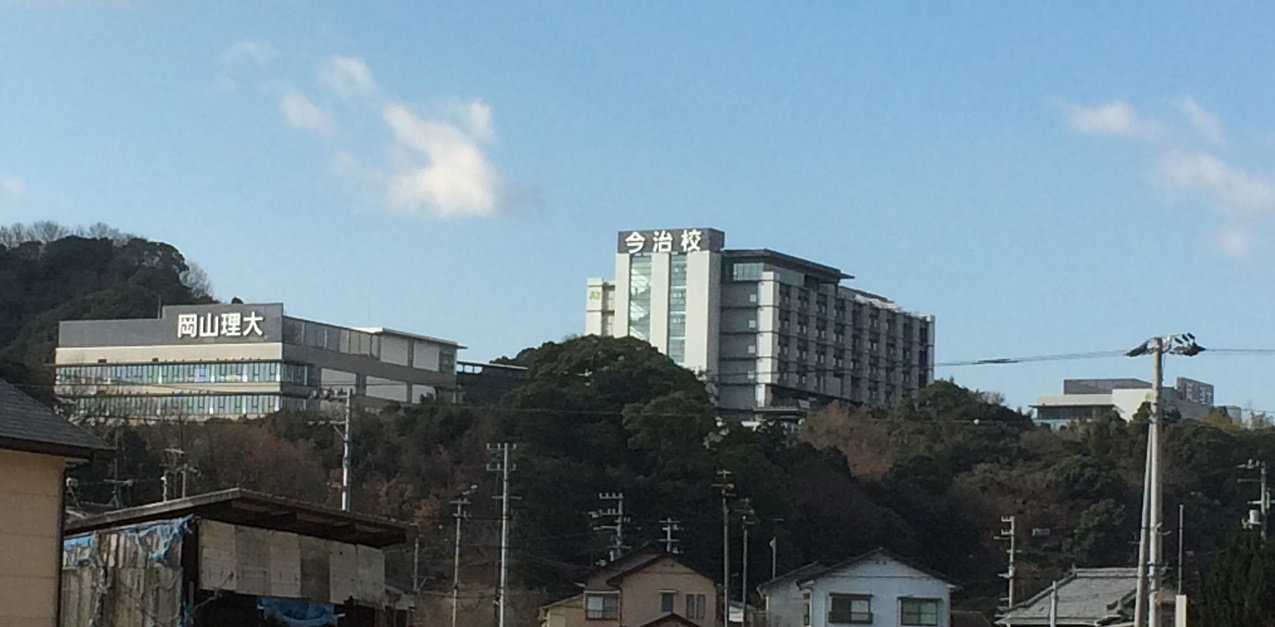
岡山理科大学今治キャンパス

### 住宅用地
「しまなみヒルズ」と呼ばれる戸建用の南向き住宅団地である。
2006年秋から分譲を開始。2013年時点で約150世帯、500人が居住している。

### 高等教育用地
第二地区の東部、市街地に設置する用地「にぎわいの丘」は高等教育用地として大学や専門学校などの誘致が計画されている。以前、松山大学が新学部設置を検討していたが2003年に松山大学の経営判断で中止となった。それ以後は県外の私立大学や専門学校の誘致を進めており学校法人加計学園が獣医学部の立地を計画している。しかし獣医学部には国による入学定員の規制があるため市は県と共に国に規制緩和を求めて構造改革特区を提案しているが「獣医師の供給不足は起きていない」と却下されるなど誘致は難航している。
しかし、2015年12月に地域限定で規制を緩和する国家戦略特別区域に今治市が指定（広島県と一体指定）され、2016年11月の国家戦略特区諮問会議では特区内の大学などでの獣医学部の新設を認めることを決定。
2017年1月には新設地が今治市に絞り込まれ、内閣府が特区内で獣医学部を運営する事業者の公募を開始。学校法人加計学園のみが公募に応じ、岡山理科大学が2018年4月に獣医学部を開設する事が決まった。国内の獣医学部は52年ぶり、四国では初の開学となる。2018年4月3日に「岡山理科大学今治キャンパス」として開学した。

### 体験学習施設用地
第二地区の西部にある用地「しまなみの杜」は、今治西部丘陵公園と一体となり人と自然が共生する体験学習･レクリエーション用地となっている。
用地の一画には学校法人今治普門学園が購入し、「しまなみの杜認定こども園」が開設されている。

### 公共施設用地
第二地区のほぼ中央には、文化ホールの整備が検討されていたが、中心市街地活性化との関連や交通の便等も勘案し、中心市街地への建設の方が望ましいとの意見も出されている。なお、市民には平成の大合併の前から文化ホールの設置を望む声が強い。同市は建築家・丹下健三の出身地でもあり、同氏設計の文化施設も市役所前に存在しているものの、老朽化し、手狭になっていることから、文化ホールの整備充実は長年の課題となっている。

### 今治西部丘陵公園（しまなみアースランド）
2004年から整備を進められている総合公園。公園は憩いのゾーン・観察の森ゾーン・里山体験ゾーンの3つのゾーンで構成される予定で、2011年に一部が開園した。環境体験プログラムなどを行っている特定非営利活動法人富良野自然塾の監修のもと「今治自然塾」が開塾され自然環境体験のプログラムなどが実施されている。
2016年10月よりFC今治の運営会社である今治夢.スポーツが指定管理者として管理運営を行っている。

## 地区概要
- 第1地区 西瀬戸自動車道13 今治IC（中心市街地から約3km）
- 第2地区 今治市街地西部（中心市街地から約2km）

## 立地状況

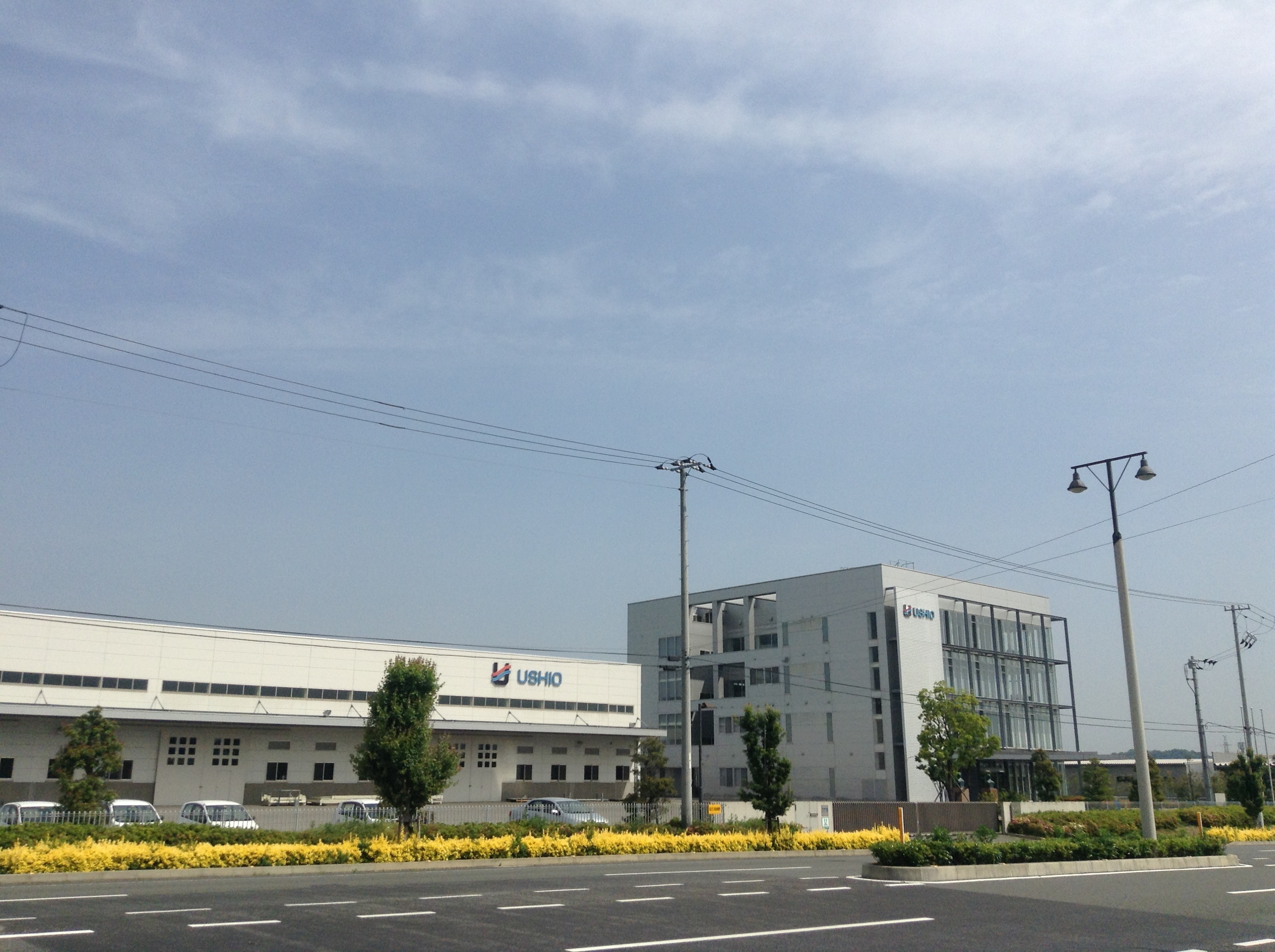
潮冷熱の本社・新都市工場

### 第一地区
- 岡山理科大学今治キャンパス
- 今治建設業協同組合
- しまなみの杜認定こども園（しまなみの杜保育園･ゆりかご幼稚園）
- 今治互助センター

### 第二地区
- 今治市消防本部 西消防署
- 今治市営スポーツパークテニスコート
- 愛媛県繊維産業技術センター
- アイ・エス・ディー 今治本社
- イオンモール今治新都市
- 潮冷熱 本社・新都市工場
- 愛媛ボーリング機工 本社工場
- 岡本化成 矢田工場
- 越智電気工事
- リビンズカタヤマ 今治店
- 讃岐リース　今治営業所
- 三協マシナリー
- サンキン
- 四国ガス燃料 今治営業所･今治充てん所･今治容器再検査所
- 四国ガスLPG販売
- 日本食研ホールディングス シェーンブルン宮殿工場
- 日鋼今治
- 藤拓産業
- 宮窪総合運送 今治営業所
- よんやく 今治支店